# Erik Aschengreen
Erik Aschengreen (født 31. august 1935, død 9. september 2023) var en dansk forfatter, balletformidler, universitetslektor, balletkritiker og teoretiker. Erik Aschengreen skrev for Berlingske Tidende om ballet og dans fra 1964 til 2005. En af Aschengreens helt store bedrifter var at han i 1989 var med til at etablere uddannelse i dansevidenskab, Dansens Æstetik og Historie, ved Københavns Universitet. Herved kunne man i Danmark endelig formelt studere ballet på linje med de andre kunstarter – og ikke mindst kulturarven fra August Bournonville. Aschengreen deltog i scenekunst-udvalget, som bidrog til Danmarks kulturkanon, der blev udgivet i 2006.
Han blev doktor på Jean Cocteau and the Dance.
Aschengreen underviste i ballethistorie på Den Kongelige Teaters balletskole fra 1971 til 1993, og senere på Skolen for Moderne Dans, da den blev oprettet i 1990.
Op til Det Kongelige Teaters 3. Bournonville festival i 2005 var Aschengreen sammen med Dinna Bjørn, Eva Kloborg, Thomas Lund, Flemming Ryberg og Anne Marie Vessel Schlüter med til at sørge for, at alle Bournonvilles træningsøvelser, de såkaldte Bournonville-skoler, blev beskrevet og filmet – af filminstruktøren Ulrik Wivel.
2 portrætfilm er lavet om Erik Aschengreen. Doktor Dans af Nisse Koltze fra 2002, hvor kameraet fulgte Aschengreen rundt både i København og i Paris. Og En anden verden - et portræt af Erik Aschengreen af Jan Juhler fra 2020, hvor det ikke mindst er Aschengreens livsglæde over både at have fundet kunsten og kærligheden, der lyser ud af billederne.